# Спускова скоба

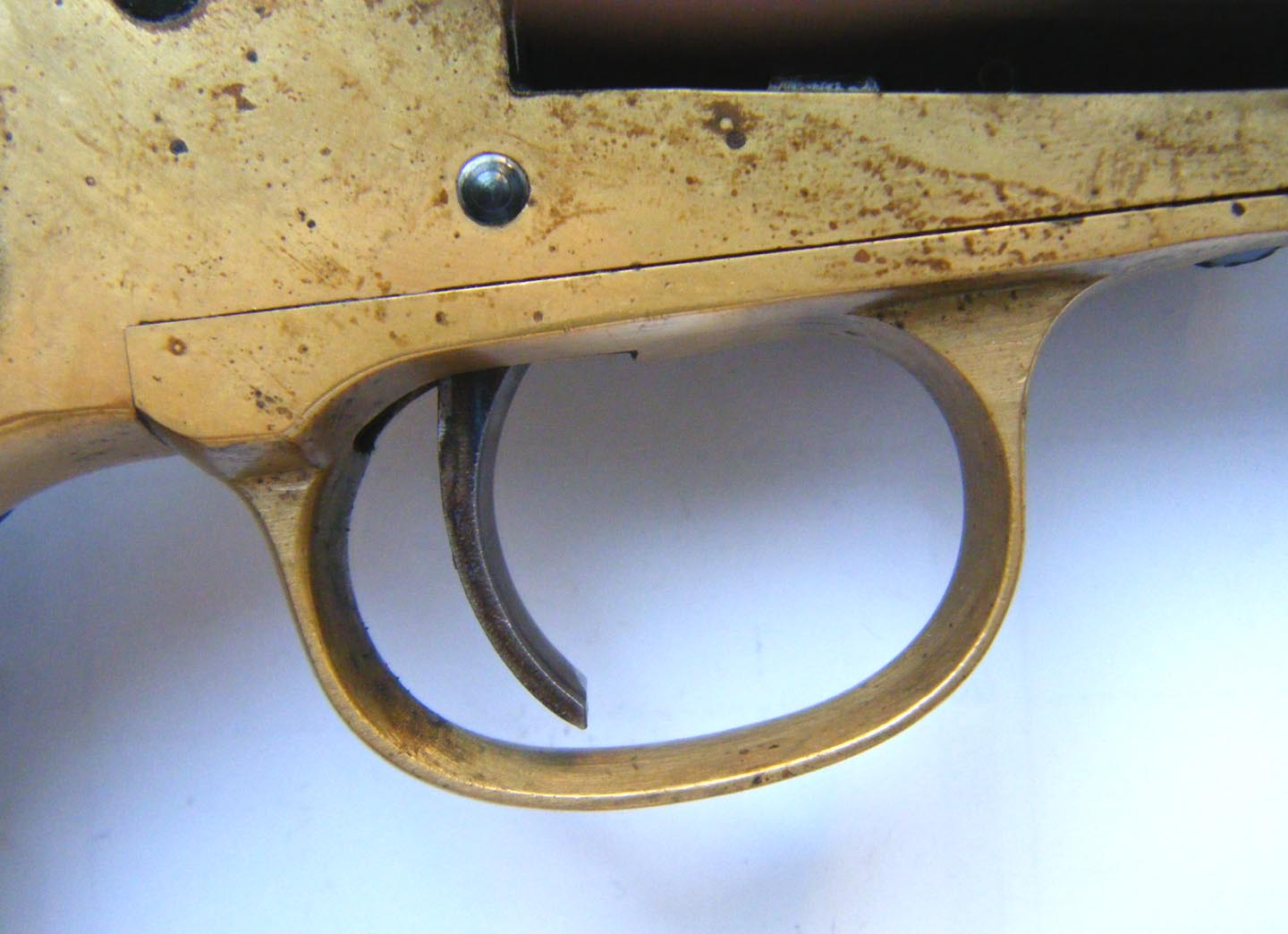
Спускова скоба револьвера одинарної дії

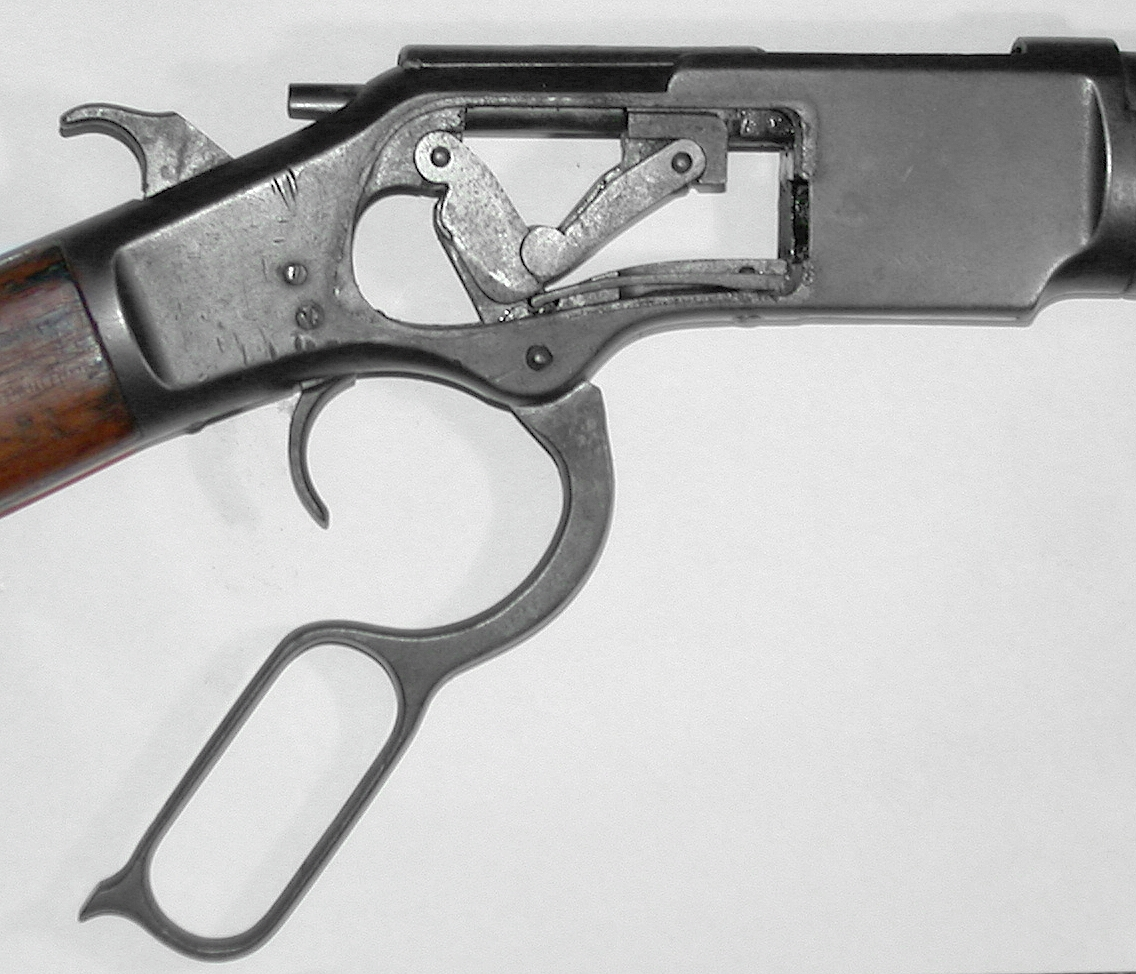
Спускова скоба, поєднана з важелем перезарядки гвинтівки (скоба Генрі)

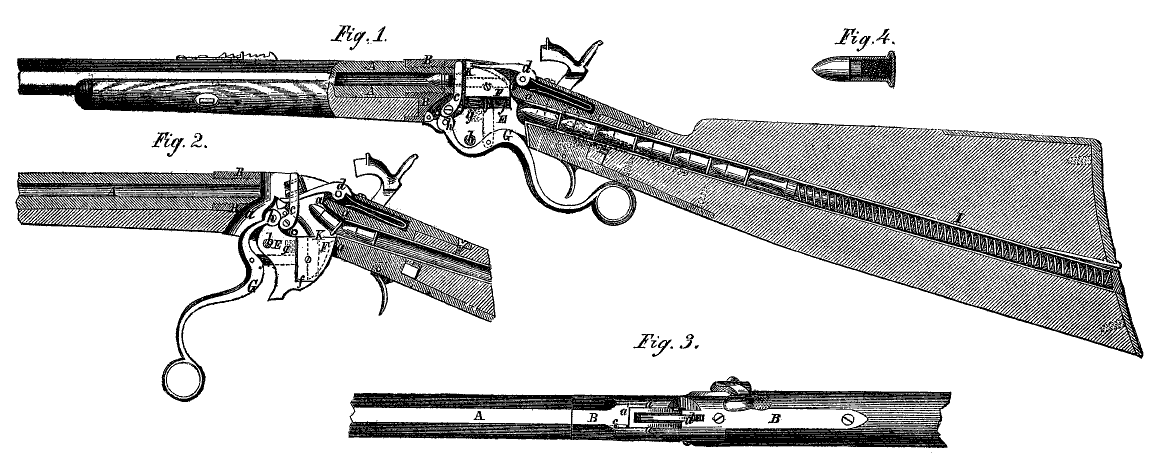
Будова гвинтівки Спенсера

Спускова скоба (запобіжна скоба) — деталь зброї, що служить для запобігання випадковому натисканню спусковий гачок, наприклад, при падінні. Існує на переважній більшості зразків стрілецької зброї, починаючи з XVI століття, і серйозно не змінювалася. Може мати знизу виконану з єдиного зі скобою шматка металу «шпору» — упор для середнього пальця.
У деяких системах спускова скоба виконує також інші функції, наприклад, органа перезарядки зброї: «скоба Генрі» (див. Вінчестер (гвинтівка), Волканік) або пристрій Хилевського для перезарядки автоматичного пістолета однією рукою (наприклад, у китайському пістолеті «тип 77»). Крім того, вона точно так само пересувалася й на затворі, який гойдався, але виконувала іншу роль — скоба Генрі подавала патрони з підствольного (або серединного на гвинтівці Winchester Model 1895 г.) магазина і зводила курок, скоба Спенсера ж подавала патрони з прикладного магазина, але курок залишався незведеним.